# Paulus Skopp
Paulus Skopp (* 22. Mai 1905 in Chicago, Illinois; † 29. Dezember 1999 in Speyer) war ein deutscher Wirtschaftslehrer und sozialdemokratischer Politiker.

## Werdegang
Skopp wuchs in Königsberg und in Leipzig auf. Er studierte an der Handelshochschule Königsberg für das Lehramt an Handelsschulen. Von 1930 bis 1937 unterrichtete er als Diplomhandelslehrer in Gumbinnen und Königsberg. Nach Promotion 1937 war er Handels- und Fachschuloberlehrer in Halberstadt, ab 1947 als Berufsschuldirektor in Magdeburg tätig. Daneben ging er Lehraufträgen an der Universität Halle-Wittenberg und an der Berufspädagogischen Akademie Hannover nach.
Am 25. Februar 1949 wurde er zum Oberbürgermeister von Speyer gewählt. Er blieb bis 1969 im Amt. Während dieser Zeit erfolgte der Wiederaufbau der Stadt. Mit der französischen Stadt Chartres wurde 1959 eine Städtepartnerschaft eingegangen und die Stadthalle gebaut.
Von 1959 bis 1975 war er als Abgeordneter der SPD Mitglied des Landtages Rheinland-Pfalz.

## Ehrungen
- 1969: Großes Verdienstkreuz der Bundesrepublik Deutschland
- Ehrensenator der Universität für Verwaltungswissenschaften Speyer
- 2011: Benennung einer Straße in Speyer